# 64 Pułk Zmechanizowany (LWP)
64 Pułk Zmechanizowany (64 pz) – oddział zmechanizowany Wojska Polskiego i okresu transformacji ustrojowej.

## Formowanie i zmiany organizacyjne
W 1951, w garnizonie Czarne, w oparciu o etat Nr 5/83, sformowany został 64 Pułk Zmechanizowany. Jednostka podporządkowana została dowódcy 20 Dywizji Zmechanizowanej. Do 15 stycznia 1953 pułk przeformowany został na etat Nr 5/105 pułku zmechanizowanego. W 1955 jednostka przeformowana została w 64 Pułk Czołgów Średnich. w 1957 roku jednostka została rozformowana.
W 1990 roku 51 Kościerski pułk czołgów średnich, stacjonujący w garnizonie Braniewo, przeformowany został w 51 pułk \mechanizowany i skadrowany. 
Od tego czasu oddział powinien występować jako 64 Pomorski Pułk Zmechanizowany Strzelców Murmańskich lecz jak twierdzi autor monografii 16 DZ, jednostka do czasu rozformowania 30 czerwca 1994 roku używała poprzedniej nazwy.

## Skład organizacyjny (lata 50. XX w.)
- Dowództwo i sztab
- dwa bataliony piechoty
- batalion piechoty zmotoryzowanej
  - trzy kompanie piechoty zmotoryzowanej
  - kompania ckm
  - kompania moździerzy
  - pluton armat 57 mm wz. 1943 (ZiS-2)
- kompania czołgów
- dywizjon artylerii
- bateria moździerzy 120 mm
- kompanie: rozpoznawcza, saperów, technicznego zaopatrzenia, łączności
- pluton obrony przeciwchemicznej

Sprzęt pułku:
- 10 czołgów średnich T-34/85
- 5 samochodów pancernych BA-64
- 14 armat
- 14 moździerzy
- 3 ciężkie granatniki przeciwpancerne T-21.

## Dowódcy pułku
- Julian Baranowski

## Przekształcenia
1. 64 pułk zmechanizowany → 64 pułk czołgów
2. 14 pułk czołgów i artylerii pancernej → 14 pułk czołgów → 51 Kościerski pułk czołgów → 51 pułk zmechanizowany → 64 pułk zmechanizowany